# Сімон Бенінг
Сімон Бенінг (близько 1483 року — 1561 рік, Брюгге) — фламандський мініатюрист. Вважається останнім визначним художником нідерландської традиції.

## Біографія
Сімон Бенінг народився близько 1483 року або в Генті, або в Антверпені у родині художника Александра Бенінга. У батька була сімейна майстерня в Генті. Ймовірно, першим учителем і був його батько. Сімон Бенінг мандрував між Гентом та Брюгге і став членом гільдії святого Івана та святого Луки в Брюгге як освітлювач у 1508 році. Свою кваліфікацію він набув після переїзду до Брюгге приблизно в 1510 році. З 1517 по 1555 рр. він регулярно фіксується в річних звітах гільдії. Бенінг три рази обіймав посаду декана каліграфів, продавців книг, ілюстраторів та палітурників у Гільдії Святого Івана та Святого Луки (1524, 1536, 1546).
Він був одружений двічі і мав шість дочок. Дві з них продовжували сімейну мистецьку традицію: Левіна Теерлінц стала живописцем-мініатюрником, авторкою переважно портретних мініатюр, та емігрувала до Англії, а Олександрина Клайзуене успішно займалась продажею картин.

## Творчість
Бенінг спеціалізувався на книгах, але на той час вони випускалися лише для королівських родин або дуже багатих меценатів. Він також створив на пергаменті генеалогічні таблиці. Багато його найкращих творів є невеликими за масштабами пейзажами. Його пейзажі є сполучною ланкою між художниками XV століття та Пітером Брейгелем. Його автопортрет та інші портрети є ранніми прикладами портретної мініатюри.
Сімон Бенінг випускав книги для німецьких правителів, таких як кардинал Альбрехт Бранденбург, і роялті, як імператор Карл V та Дон Фернандо, інфант Португалії. Роберт де Клерк, ігумен цистерціанського монастиря Тер-Дуйнен в Коксьєде, що поблизу Брюгге, замовив у нього ікону десь між 1519 і 1529 рр. Беннінг зобразив ігумена в барвистій сцені Розп'яття.

## Галерея

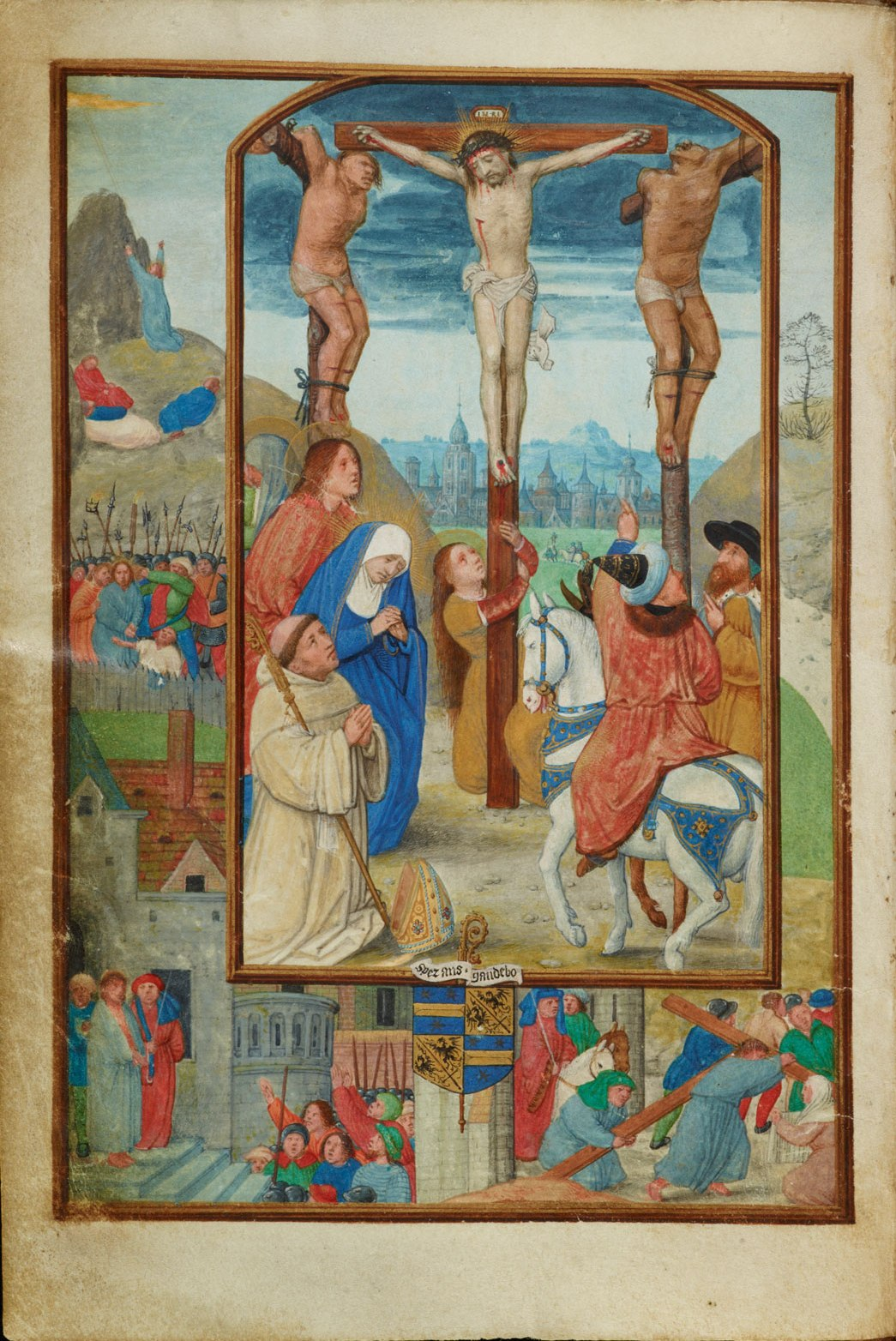
Benedictional of Robert de Clercq:  Crucifixion, f. 4v,  Cambridge University Library, Cambridge
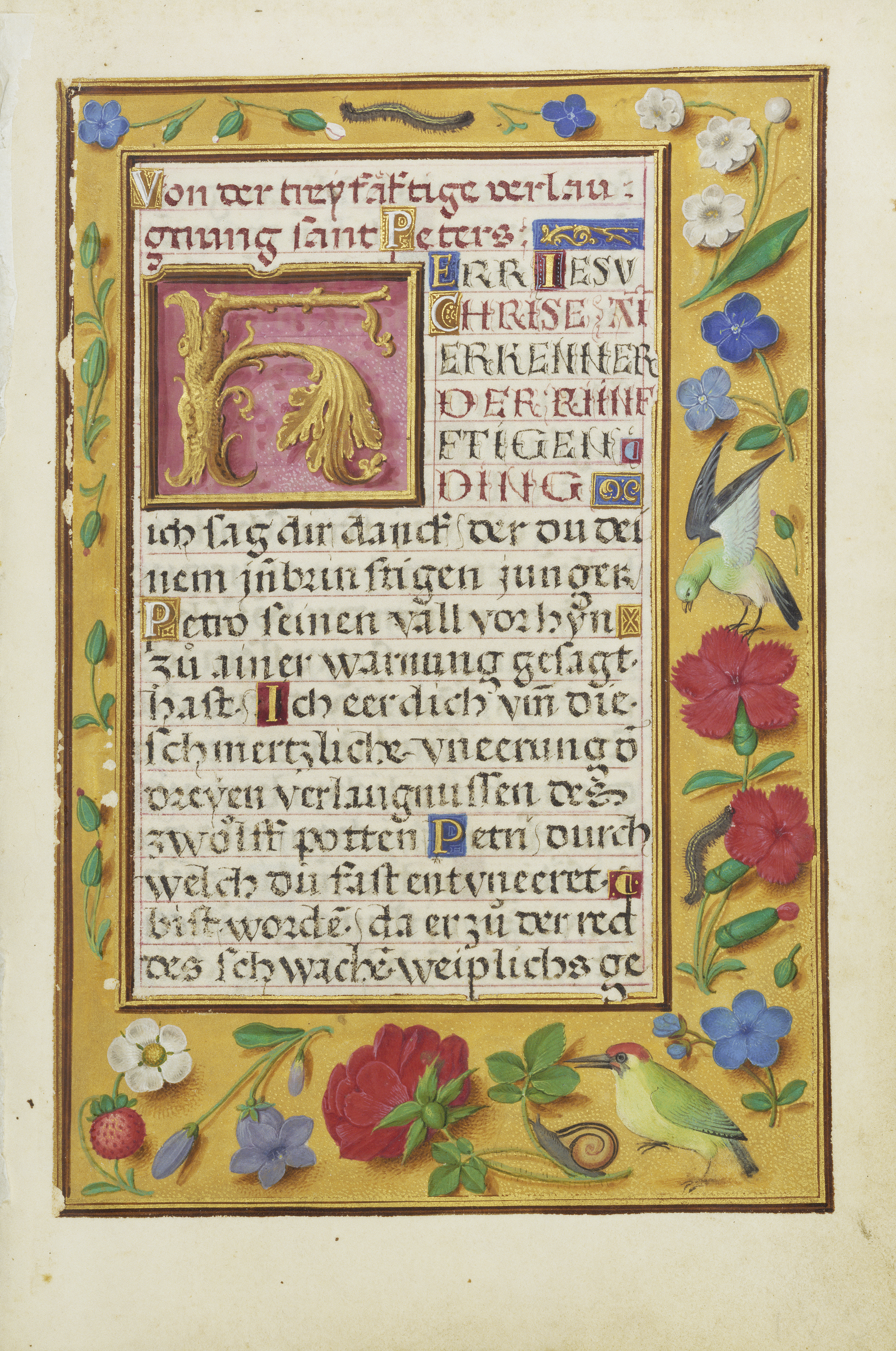
Prayer Book of Cardinal Albrecht of Brandenburg: text page with decorated borders, f 124, J. Paul Getty Museum, Los Angeles
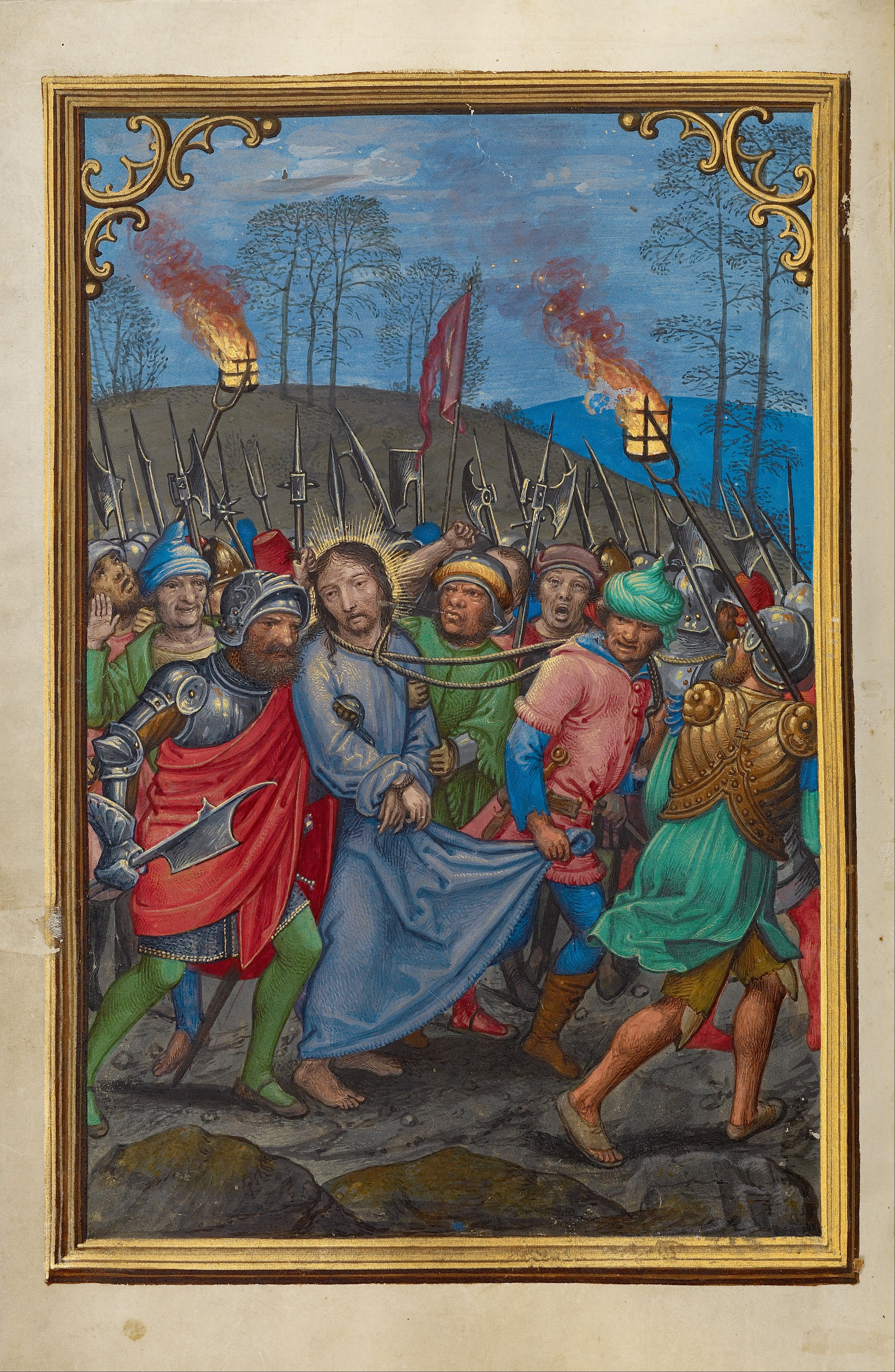
Prayer Book of Cardinal Albrecht of Brandenburg:  The Arrest of Christ, f 107v,  J. Paul Getty Museum, Los Angeles
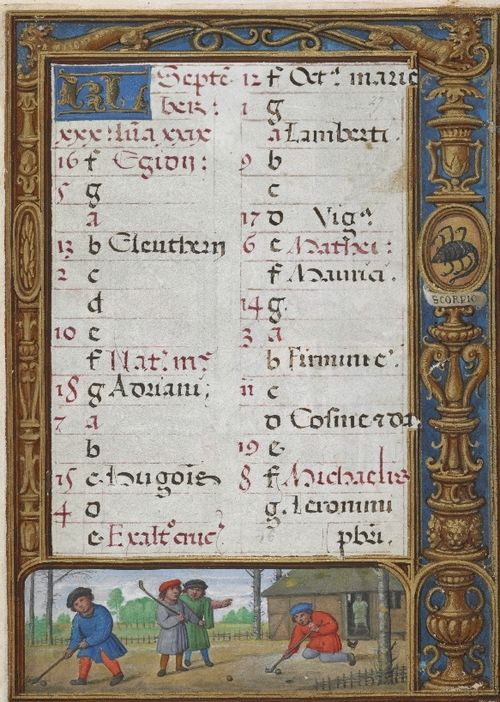
Four men playing a game that resembles golf. The  Golf book, British Library
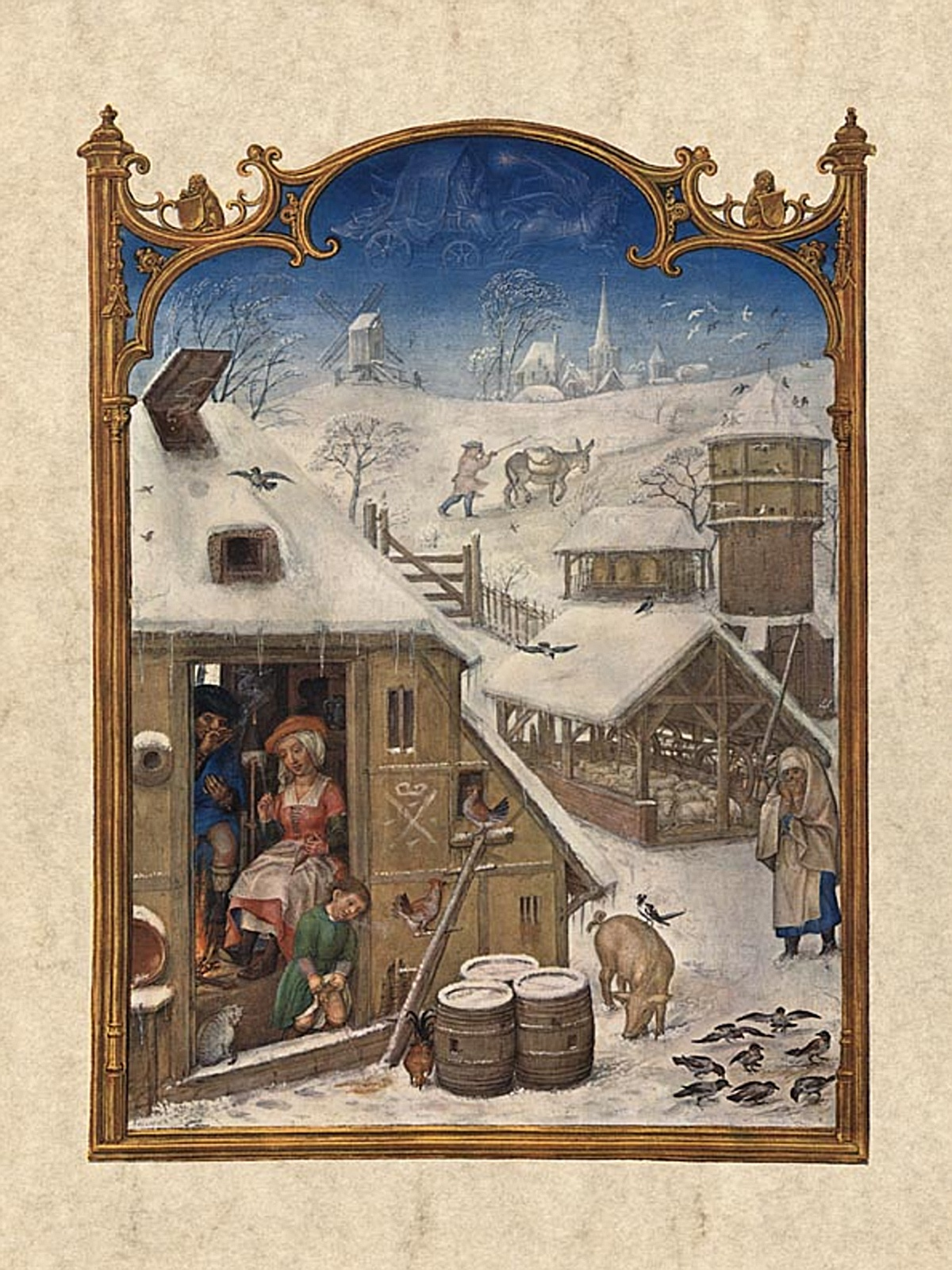
February, Breviarium Grimaldi (1515-1520),  Biblioteca Nazionale Marciana, Venice (Italy)

## Вибрані твори
- Роботи місяців
- Часослов Мюнхена-Монтсеррата